# 徐穆实
徐穆实（Bruce Humes，1955年—），是美国一位文学翻译家和中国文学评论家，专门从事非汉作家及其作品的英译。

## 简历
徐穆实在芝加哥和匹兹堡长大，很早就对语言感兴趣，自学拉丁语，从母亲那里学习德语（母亲拥有20世纪法国文学的博士学位）。他开始在宾夕法尼亚大学学习人类学，但在法國索邦留学一年后，他转向了东方学。1978年，他搬到台北学习漢語。 
他的第一份工作是在联合国主办的越南难民营工作，然后在香港的一家贸易杂志出版社工作。从1994年到2013年，他主要在中国，先是在上海，后来是在深圳。 
卫惠的《上海宝贝》是他从中文翻译的第一部小说。作为一个生活在中国的外国人，他开始怀疑那些不属于最大民族－汉族－的人們生活是怎样的。他决定探索非汉族的作品，并在2009年发布了他的博客「ChinaLit 族」（后来改名为 Altaic 讲故事，现在改名为非漂）。2013年，他离开中国到伊斯坦布尔学习土耳其语。他是中国文学翻译网站「纸托帮」（Paper Republic）的定期撰稿人。

## 翻译

### 小说
- 《上海宝贝》作者: (周)卫慧[3]
- 《额尔古纳河右岸》(英文： “Last Quarter of the Moon"）作者: 迟子建 [4]
- “Confession of a Jade Lord" ——作者: 阿拉提·阿斯木 Alat Asem [5]

### 短篇小说
- Doomsday 世界末日，2013年5月- 原作者 韩少功
- Sidik Golden Moboff （原作名： 斯迪克金子关机 作者：Alat Asem）
- Back Quarters at Number Seven -《后罩楼》( 作者：叶广芩)
- Green Tara - from 绿度母, by Tsering Norbu

### 长篇節選[6]
- 大地雅歌 (lit. Canticle to the Land)
- 穆斯林的葬礼 (lit. Funeral of a Muslim)
- 大使先生(as excerpt) The Embassy’s China Bride